# 阿洛伊斯·施洛德
阿洛伊斯·施洛德（德語：Alois Schloder，1947年8月11日—），德国男子冰球运动员。他曾代表西德参加1968年、1972年和1976年冬季奥林匹克运动会冰球比赛，其中1976年冬季奥运会获得一枚铜牌。